# Демократически съюз (Кипър)
Демократически съюз (на гръцки: Δημοκρατικός Συναγερμός, ΔΗΣΥ) (ДИСИ) е кипърска консервативна и християндемократическа политическа партия.

## История
Партията е основана на 4 юли 1976 г. от Главкос Клеридис, който е президент от 1993 г. до 2003 г. ДИСИ привлича разнообразен спектър от избиратели, като се започне от твърдолинейни националисти и антикомунисти до съвременни либерали с пост-материалистки и пост-модерни ценности, които се застъпват за правата на човека, включително гражданските съюзи между еднополови двойки. Програмата на партията се фокусира върху свободните икономически политики на предприятието, икономическото развитие, инфраструктура и практично решение за междукомунални проблеми. Най-общо про-западна и про-НАТО ориентация, и получава подкрепа от средната класа, бизнесмени и служителите с бели якички.
ДИСИ е член на Европейската народна партия (ЕНП). На Изборите за Европейски парламент през 2014 г. печели 2 места.
Лидерите на Демократическия съюз подкрепят решенията за решаване на кипърския проблем и плана на Анан за обединение на Кипър през 2004 г. След отхвърлянето на плана от страна на кипърските гърци, четирима депутати (Силурис, Продрому, Еротокриту, Тарамундас), които се противопоставят на партийната линия са изгонени, а редица членове доброволно подават оставка. Изключените депутати образуват своя партия, наречена „Европейска демокрация“. През 2005 г. Европейската демокрация се слива с популистката „Нови хоризонти“ в „Европейска партия“.
На парламентарните избори от 21 май 2006 г., партията печели 30,52% от гласовете и 18 от 56 места, а на парламентарните избори от 22 май 2011 г., партията печели 34,27% и 20 места. Кандидатът на партията, Никос Анастасиадис печели президентските избори през 2013 г. На парламентарните избори през 2016 г. партията печели 30,68% и 18 места в парламента и остава партията с най-голямо представителство.